# Olympische Jugend-Sommerspiele 2010/Teilnehmer (Barbados)
| Gelbes Symbol für Goldmedaillen mit stilisierten Olympischen Ringen | Graues Symbol für Silbermedaillen mit stilisierten Olympischen Ringen | Braundes Symbol für Bronzemedaillen mit stilisierten Olympischen Ringen |
| ------------------------------------------------------------------- | --------------------------------------------------------------------- | ----------------------------------------------------------------------- |
| —                                                                   | —                                                                     | —                                                                       |

Die Jugend-Olympiamannschaft aus Barbados für die I. Olympischen Jugend-Sommerspiele vom 14. bis 26. August 2010 in Singapur bestand aus neun Athleten.

## Athleten nach Sportarten

### Judo
Mädchen
- Kadijah Maxwell
Klasse bis 78 kg: 7. Platz
Mixed: 9. Platz (im Team Manchester)

### Leichtathletik
| Mädchen - Shavonne Husbands 200 m: 9. Platz - Sade-Mariah Greenidge 100 m Hürden: 9. Platz | Jungen - Shaquille Alleyne 400 m: 10. Platz - Anthonio Mascoll 1000 m: 10. Platz - Tramaine Maloney 400 m Hürden: 8. Platz |

### Reiten
- Kelsey Bayley
Springen Einzel: 21. Platz
Springen Mannschaft: 6. Platz (im Team Amerika)

### Schwimmen
Mädchen
- Lee-Ann Rose
100 m Rücken: 32. Platz
200 m Rücken: 27. Platz

### Tennis
Jungen
- Darian King
Einzel: 1. Runde
Doppel: 1. Runde (mit Pavel Krainik  Kanada)